# Mickelia scandens
Mickelia scandens är en träjonväxtart som först beskrevs av Giuseppe Raddi, och fick sitt nu gällande namn av R. C. Moran, Labiak och Sundue. Mickelia scandens ingår i släktet Mickelia och familjen Dryopteridaceae. Inga underarter finns listade.

## Bildgalleri

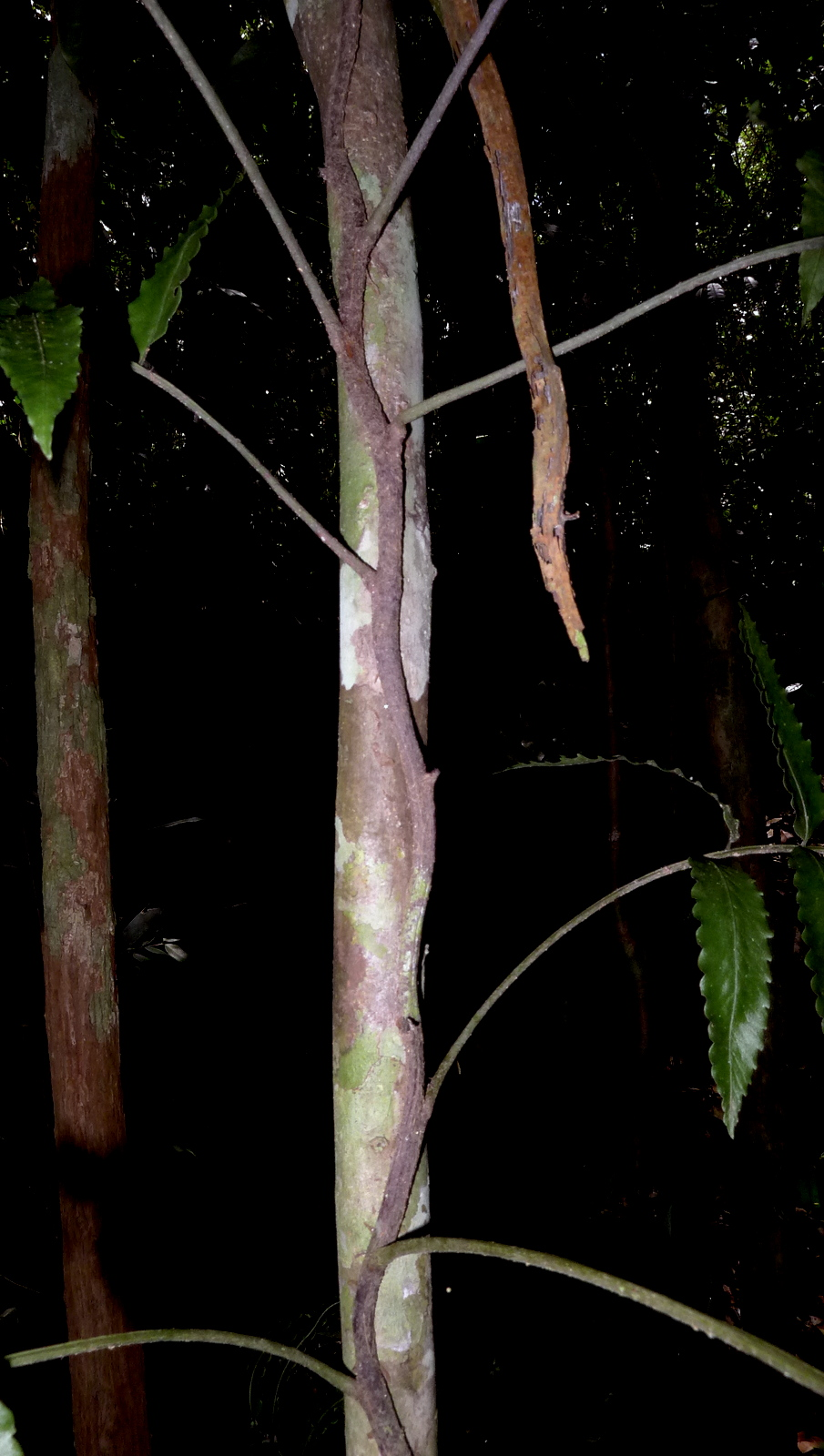
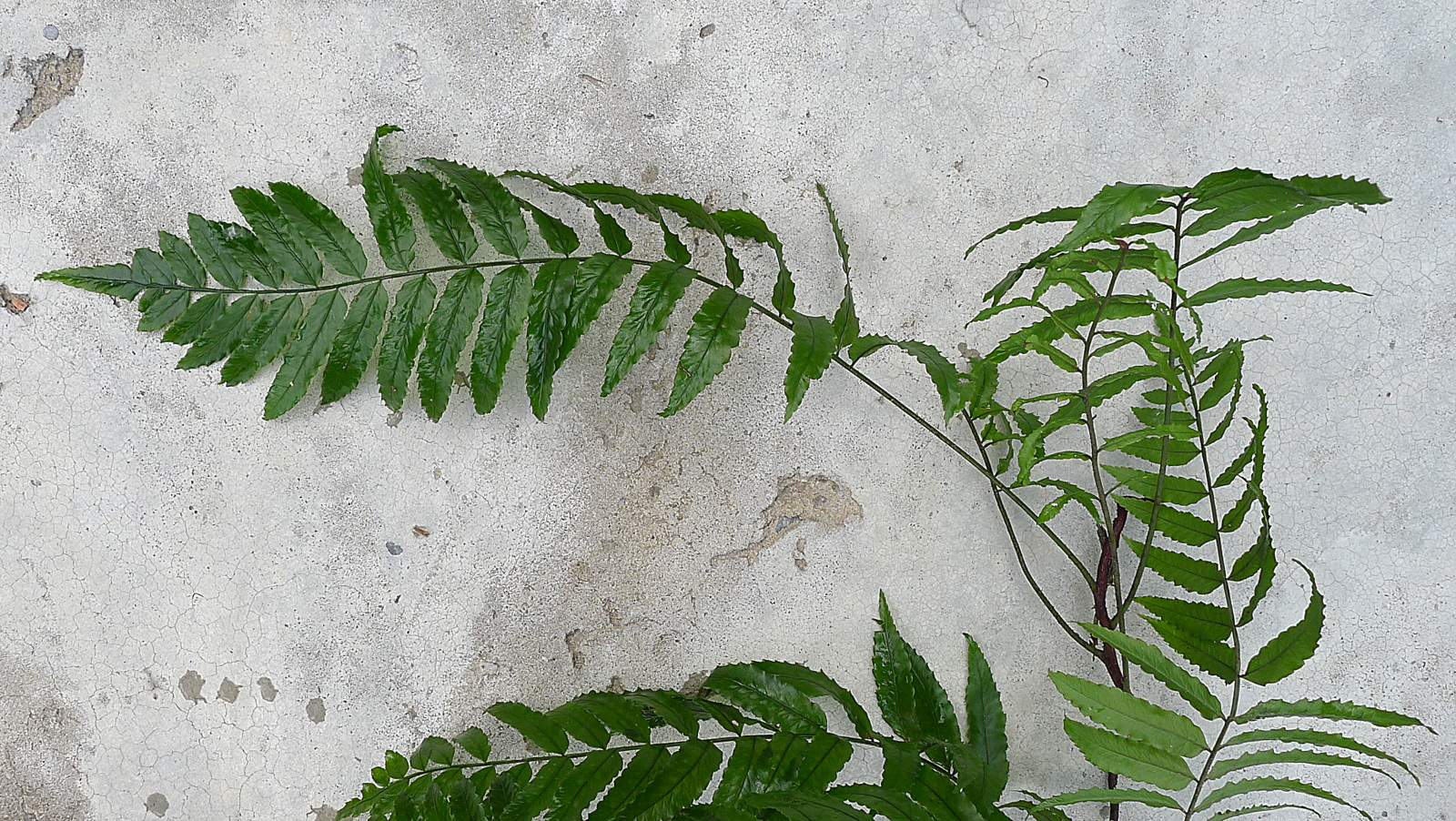
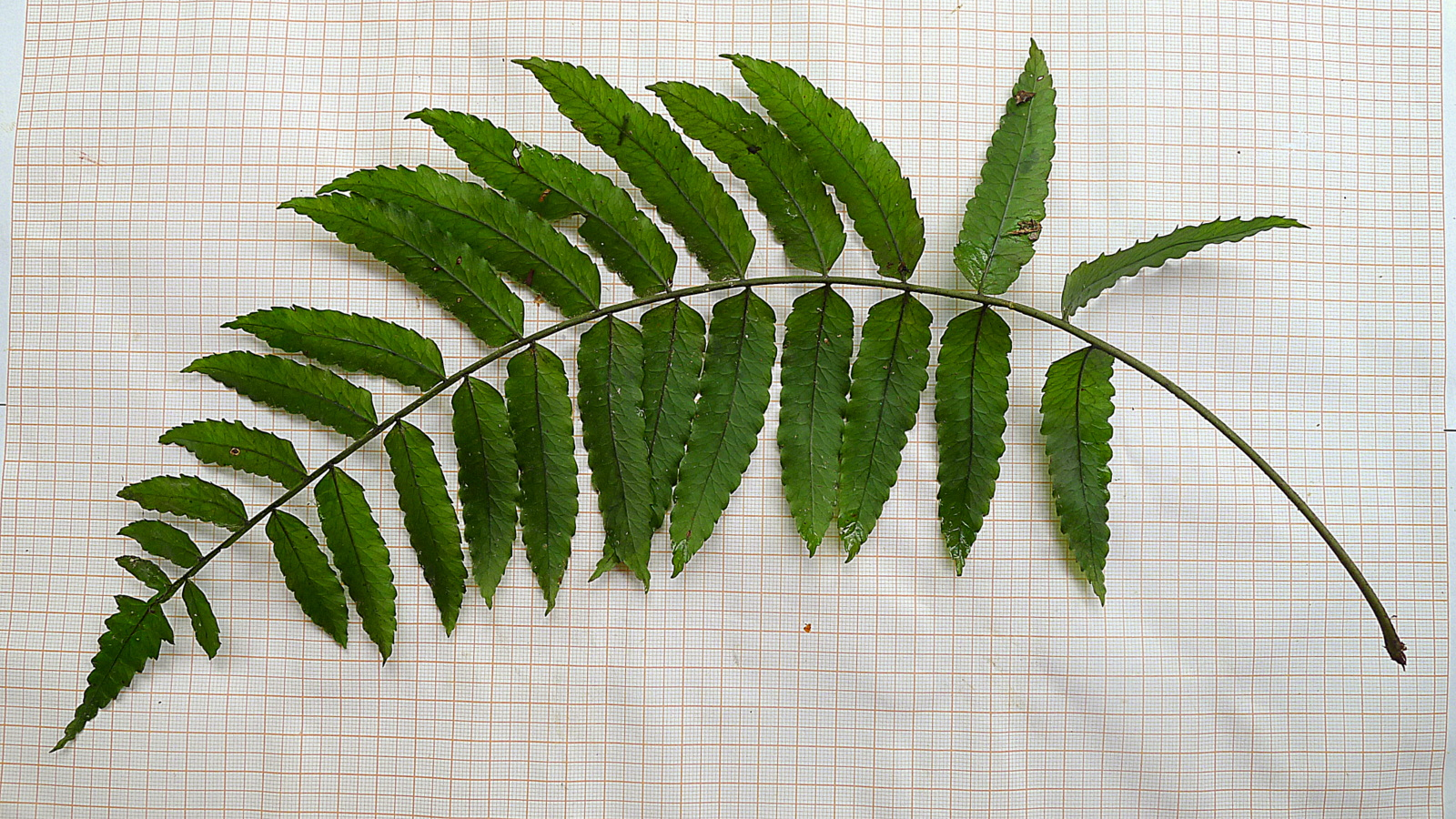
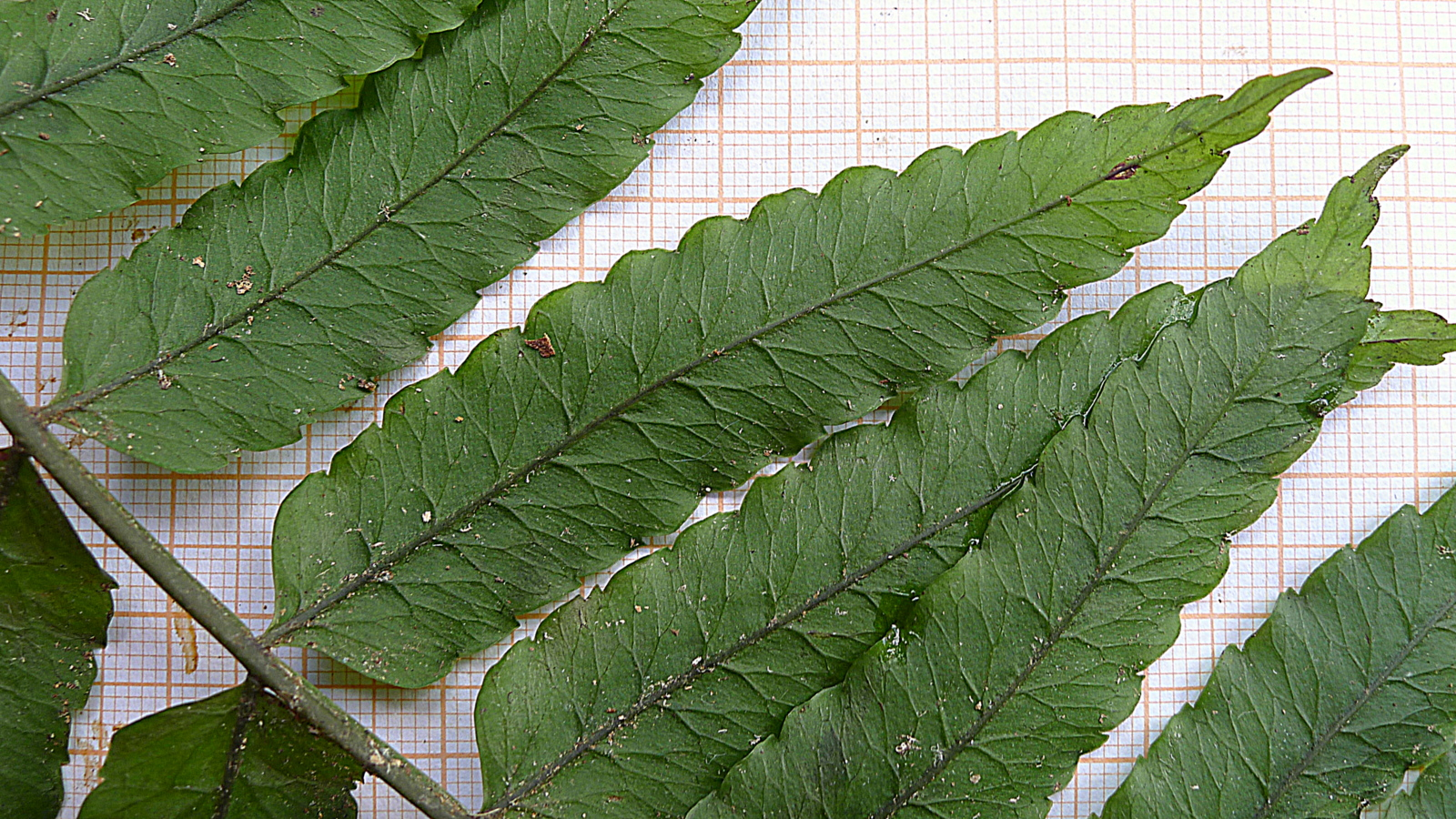
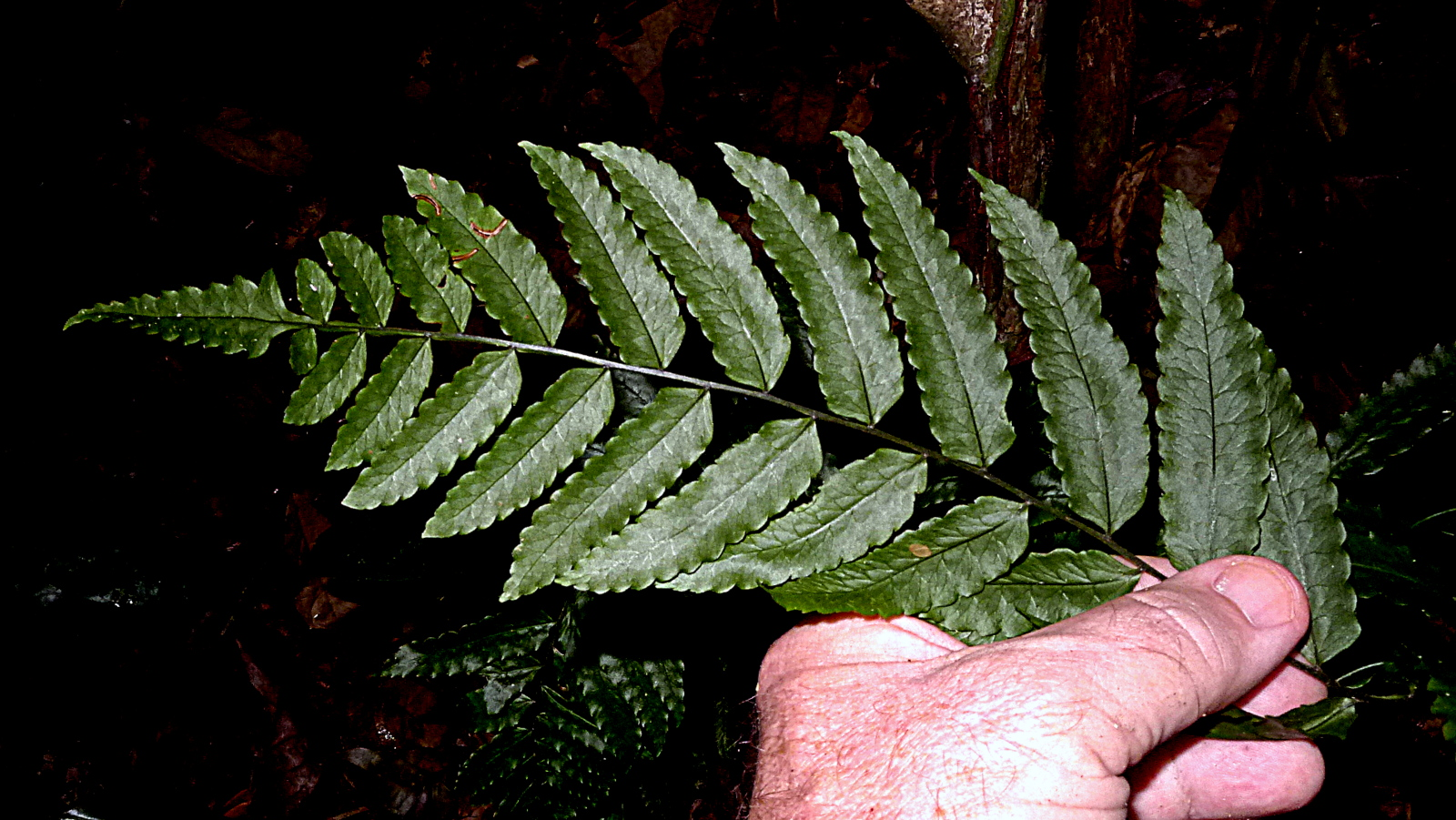
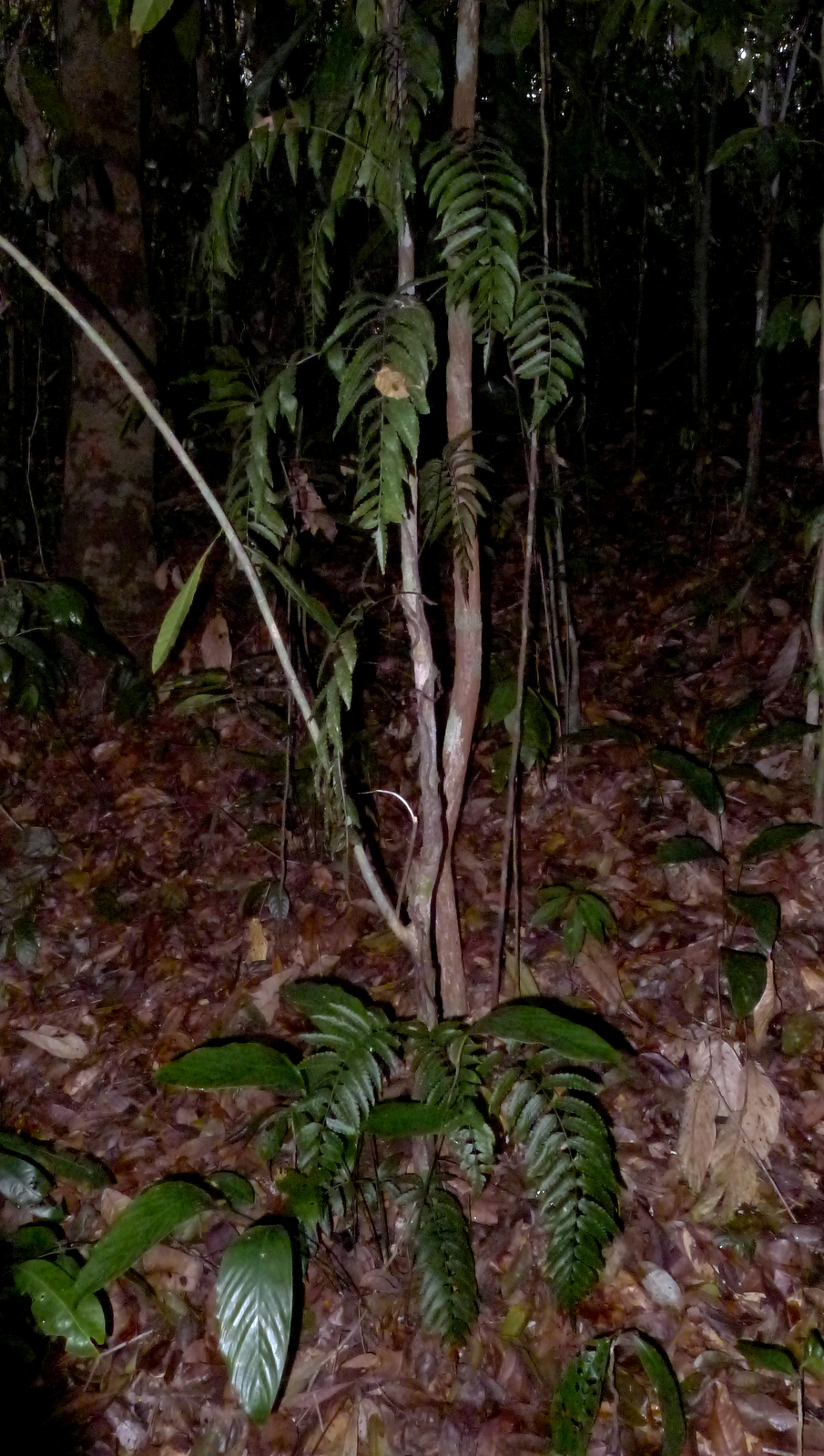